# Dunston (Lincolnshire)
Dunston – wieś w Anglii, w hrabstwie Lincolnshire, w dystrykcie North Kesteven. Leży 13 km na południowy wschód od Lincoln i 184 km na północ od Londynu.